# ألمازا

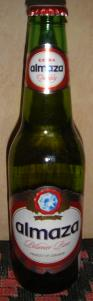
جعة ألمازا.

ألمازا (بالإنجليزية: Almaza) وهي شركة لبنانية لصناعة وإنتاج الجِعة تأسست في سَنة 1933 بواسطة رجال أعمال لبنانيين معظمهم من أُسرة جابري والشركة في السابق كانت تُسَمى براسيري فرانكو ليبانو سيريين وفي سنة 1966 تَغَير الاسم إلى براسييري إيت مالتير ألمازا وفي عقد 1990 تغير الاسم إلى براسييري ألمازا، ألمازا باعت منتجاتها إلى الولايات المتحدة وكندا والمملكة المتحدة وفرنسا وأستراليا وفي الخليج العربي، وهذهِ الشركة هي من علامات شَرِكَة هينيكن.